# Витки (роман)
Витки (англ. Coils) — науково-фантастичний роман американських письменників-фантастів Роджера Желязни і Фреда Сейберхегена, який є їх першим спільним літературним твором. Уперше роман вийшов у видавництві «Wallaby/Simon & Schuster» 1982 року. У романі на фоні фантастичного сюжету — протистояння людини з надприродними можливостями з велетенською транснаціональною корпорацією — передбачається сучасний розвиток інформаційного суспільства та висловлюється тривога як за надмірне використання комп'ютерних технологій, так і за надмірне проникнення у світову економіку транснаціональних корпорацій, які часто не гребують ніякими методами задля отримання надприбутків.

## Сюжет роману
Дія роману відбувається в 1995 році. Головний герой роману, молодий чоловік на ім'я Дональд Беллпатрі, який живе у Флориді на кошти, які перераховують йому невідомі особи. Він знайомиться з дівчиною на ім'я Кора, яка працює шкільною вчителькою, і приїхала у Флориду на відпочинок. Кора помічає дивні особливості поведінки Дональда, виявляє, що він не пам'ятає деяких важливих частин своєї біографії, а на голові Дональда вона виявляє якісь шрами, які можуть з'явитися на тілі після складних нейрохірургічних операцій. Кора, а пізніше також і сам Дональд, починають підозрювати, що йому могли зробити операцію на мозку для стирання попередньої пам'яті, та встановлення йому несправжніх спогадів, причиною чого могло стати володіння ним якихось державних або корпоративних таємниць. Ці підозри посилюються після того, як Дональд захотів познайомити Кору зі своїми батьками, проте після того, як вони прибули до цього містечка в Мічигані, де, за словами Дональда, проживали його батьки, то виявилось, що насправді й сам головний герой тут ніколи не бував, і батьків його там ніхто не знає. Після повернення до Флориди Кора наполягає, щоб Дональд сходив до психіатра. Лікар оглядає Дональда, та робить йому ядерно-магнітний резонанс, внаслідок чого встановлює, що на мозку його пацієнта проводилась якась складна операція. Після цього лікар провів Дональду сеанс гіпнозу, після чого остаточно пересвідчився, що Дональду імплантували фальшиву пам'ять. Після цього лікар повідомив, що тепер можна очікувати в пацієнта продовження відновлення пам'яті, і вирішив провести другий сеанс наступного дня. Проте зранку секретарка лікаря повідомляє Дональду, що лікар раптово помер. Після цього Кора наполягає на продовженні пошуків причин порушень у діяльності мозку Дональда, проте він відмовляється від цього, та на деякий час покидає Кору. Під час відсутності вдома він пригадує, що працював на транснаціональну корпорацію з акумулювання та використання сонячної енергії «Ангро Енерджіз», проте був не інженером, а робота його була пов'язана якимсь чином із комп'ютерами. Повернувшись додому, він виявляє, що Кори немає вдома, проте в його особистому комп'ютері залишилось повідомлення буцімто від неї, в якому Кора повідомляє, що покидає Дональда. Проте стиль послання виявився нехарактерним для Кори, тому герой вирішив усе-таки продовжити розслідування самотужки. Паралельно він виявляє в себе забуту здатність силою думки заходити у пам'ять будь-якого комп'ютера, яку він називає «ефектом витків». Зокрема, герой пригадує, як ще у 1975 році у віці 7 років він пробував увійти в пам'ять зіпсованого комп'ютера в торгівельному центрі, де працювали його батьки. Після початку відновлення пам'яті Дональд зустрічається із Енн Стронг, проте не може згадати, звідки він її знає. Дональд вважає, що у змінах у його психіці винна «Ангро Енерджіз», і він вирішує поїхати до її штаб-квартири в Нью-Джерсі. Він пригадує, що його робота була пов'язана з його спорідненістю з комп'ютерами. Ще під час посадки на літак у аеропорту він помічає якісь незрозумілі зміни у вигляді оточуюючих людей і предметів, які йому видаються міфічними чудовиськами, а під час польоту йому ввижається, що він летить у летючій кареті з крилатими кіньми, якою керуюють чорти. Після прильоту до Філадельфії в аеропорту Дональда зустрічають особисто керівник корпорації та жінка на ім'я Марі, яку Дональд згадав, як колишню співробітницю спеціального підрозділу «Ангро Енерджіс», у якому працював і сам герой роману. Керівник корпорації пропонує Дональду повернутись на роботу, та говорить, що зміни, які відбулись у його психіці, були вимушеним кроком задля порятунку Дональда, а на запитання його про Кору повідомляє, що та знаходиться у безпечному місці. Проте той відмовляється від подальшої співпраці, та повідомляє, що подальші переговори буде проводити лише з адвокатом. Після цього керівник із Марі відбувають, і до місця перебування Дональда наближається ще один його старий знайомий, якого той називає Малюк Віллі, та який має здатність до як лікування гіпнозом, так і до вбивства людини силою своєї думки, який також колись працював у одній групі з Дональдом. Малюк Віллі має намір убити Дональда, проте тому вдається уникнути небезпеки, віддалившись від убивці на безпечну відстань. Поступово Дональд пригадує, що він працював у спеціальному відділі корпорації «Ангро Енерджіз», який займався промисловим шпигунством. У цьому відділі працювали четверо співробітників — Марі, яка мала здатності до телекінезу та левітації, і могла знищувати необхідні предмети; Енн, яка мала здатність до гіпнозу, телепатії і навіювання думок; Малюк Віллі, який може здійснювати вплив на фізіологічні функції живого організму; та сам Дональд, який міг силою думки проникати у пам'ять будь-якого комп'ютера. Уся група спричинилась до того, що «Ангро Енерджі» завдяки отриманню секретів своїх конкурентів, отримала монопольне право на розвиток дешевої сонячної енергетики в цілому світі, що принесло їй величезні прибутки. Дональд вирішує виїхати з міста на попутній машині, однак її по дорозі зупиняють поліцейські, які розшукують саме його, проте герою вдається втекти від цієї погоні, та пересісти на самокеровану вантажівку, яка проїжджала по сусідній автомагістралі. Дорогою він засипає, і бачить уві сні себе у вигляді комп'ютера, до якого підходить якась велетенська істота, яка набирає на клавіатурі якісь запити, на які Дональд відповідає, видаючи велетенську кількість друкарського паперу із повністю надрукованими листками, які істота швидко перечитує, і задає все нові і нові запитання, а далі починає набирати на клавіатурі та вводити в Дональда якусь інформацію, після чого той просинається. Після цього на дорозі перед вантажівкою герой бачить велику кількість молодих людей, які роблять спроби перебігти швидкісну автомагістраль, а пізніше ледь не стає жертвою зіткнення двох вантажівок, та розуміє, що це є справою рук його колишньої співробітниці Енн, яка робить це за допомогою гіпнозу і впливу на неживі предмети. Він подумки звертається до Енн, щоб та дала йому можливість знайди за даними комп'ютерної павутини місцезнаходження Кори, і та дає йому таку можливість. Він входить до павутини, знаходить спочатку головний комп'ютер «Ангро Енерджіз», проте не може зайти до нього відразу через програми безпеки. Лише після тривалої боротьби із програмами безпеки Дональду вдалось дістатися до сховища даних, і дізнатися, що Кора знаходиться у Нью-Мексико, неподалік Карлсбадських печер, після чого знову відчув у своїй свідомості присутність незнайомої істоти. Далі Дональд поступово починає пригадувати історію свого життя, і перше, що він пригадав — це велетенську автомобільну катастрофу. в якій загинули його батьки, а він отримав дуже важкі травми, і, за висновками більшості лікарів, він не мав шансів на те, що знову зможе нормально рухатися та жити повноцінним життям, і лише втручання якоїсь невідомої сили дозволило йому повернути здоров'я та продовжити навчання в університеті. Паралельно на вантажівку, на якій він їде, скоюють напад вертольоти, які її обстрілюють, проте Дональду вдається врятуватися. Пізніше він пригадує, як після продовження навчання в університеті познайомився із Енн Стронг, яка запропонувала йому роботу в «Ангро Енерджіз», оскільки дізналась про його здатність безпосередньо зчитувати інформацію з комп'ютерів. Герой вирішує прийняти пропозицію, хоча й ставить умову, що вийде на роботу після закінчення чергового курсу університету. Енн сказала, що корпорація хоче взяти його на роботу саме завдяки його властивостям, та вважає, що використання таких особистостей допоможе вирішити компанії енергетичну кризу швидше, ніж конкурентам. Далі Дональд продовжує свою подорож на вантажному потягу, який він зумів зупинити за допомогою комп'ютеріво . Під час поїздки в потягу він чує голос Енн, яка повідомляє, що її прийшов убити інший співробітник таємного підрозділу корпорації — Малюк Віллі, який може вбивати, діючи на фізіологічні функції живого організму, найчастіше спричинюючи серцевий напад. Діючи на предмети в квартирі Енн через комп'ютерну мережу, він намагається їй допомогти, проте це йому не вдається, й Енн помирає, проте перед смертю до неї приходить незнайомець із комп'ютерної мережі, та йде назад у комп'ютер разом із нею, а Енн підтведжує герою роману, що Кора знаходиться у Нью-Мексико, називаючи його при цьому Стівом. Діставшись потягом до Мемфіса, Дональд пересідає на автомобіль, а пізніше на вертоліт, а після того, як вертоліт пролетів неподалік невеликого річкового порту, герой вирішив продовжити подорож на попутній баржі до Віксбурга. У Віксбурзі Дональд змінив номер своєї кредитної картки, та орендував мотоцикл, вирушивши у напрямку до Літл-Рока. У Літл-Року під час обіду в місцевому ресторанчику Дональд згадує, як уперше почав сумніватися в методах роботи «Ангро Енерджіз», після того. як дізнався, що одна зі співробітниць його відділу мала завдання за допомогою своїх надприродних здібностей завадити проведенню досліджень конкуруючими компаніями, а остаточно розчарувався він у методах роботи «Ангро Енерджіз» після того. як дізнався, що інший співробітник мав завдання вбити працівника компанії-конкурента за допомогою своїх надприродних здібностей. спричинивши тому серцевий приступ. Герой романувирішує за поясненнями прийти прямо до кабінету керівника компанії. який почав заспокоювати його, та одночасно викликав охоронців. Дональду (якого всі називають Стів) вдається впоратися із охоронцями, та передати частину зібраної інформації у комп'ютер так званої Комісії із міжштатної торгівлі. яка займається розслідуванням нечесної конкурентної боротьби, проте надалі охоронцям вдалось його знешкодити. Незважаючи на вмовляння своїх співробітників повернутись до виконання своїх обов'язків на роботі, герой відмовляється це робити, і керівництво компанії вирішує заради розв'язання цієї ситуації зробити йому фальшиву пам'ять задля збереження можливості повернення його на роботу. По дорозі він бачить у комп'ютерній мережі образ Енн. Далі Дональд дістається Далласа, де пересідає на літак, у якого запланована посадка на полігоні «Ангро Енерджіз», де утримують Кору. Проте літак не сідає на цьому полігоні, а летить до найближчого міста — Карлсбада. по дорозі герой роману знову бачить і чує Енн, яка повідомляє йому, що живе у комп'ютері, й за нею доглядає якась істота, яка знає героя роману, і яку Енн називає просто «Воно». Діставшись Карлсбада, Дональд пересідає на велосипед, та приїжджає на полігон корпорації. Він проникає у приміщення, де утримують Кору, проходить численні пастки, і навіть на заклики президента корпорації, який називає його справжнім іменем — Стівенсон Макфарланд, не міняє свого рішення продовжувати боротьбу. Він за допомогою місцевої комп'ютерної мережі зв'язується із Корою, дізнається її точне місце перебування, та, розгромивши на шляху до нього кілька груп охоронців компанії, дістається до Кори, і застає її без свідомості. Неподалік знаходиться Малюк Віллі. який помирає, проте погоджується допомогти оживити Кору за обіцянку героя роману допомогти його сестрі. Кора оживає, і одночасно Стів зустрічається з Енн і таємничим незнайомцем, який повідомляє, що він є розумом, який зародився в комп'ютерній мережі, раніше допоміг Стіву виздоровіти після аварії, а тепер може вільно спілкуватися з ним через Енн, та хоче більше пізнати світ людей. Він також повідомляє Стіву, що він знищив керівника корпорації, після чого повідомляє, що вони тепер будуть періодично спілкуватися, і покидає Стіва. Стів із Корою після цього покидають полігон, і рушають до нового життя.

## Переклади
Українською мовою роман «Витки» не перекладався. Російською мовою твір уперше вийшов 1989 року в журналі «Вокруг света» в 1989—1990 роках. Роман також перекладений німецькою, французькою та італійською мовами.